# البکیریه
البکیریه (به عربی: البكيرية) یک شهر در عربستان سعودی است که در استان قصیم واقع شده‌است.
 البکیریه  ۲۵٬۱۵۳ نفر جمعیت دارد.